# San Benedetto in Perillis
San Benedetto in Perillis est une commune de la province de L'Aquila, dans la région Abruzzes, en Italie.

## Administration
| Période                                  | Période  | Identité               | Étiquette | Qualité |
| ---------------------------------------- | -------- | ---------------------- | --------- | ------- |
| 14 juin 2004                             | En cours | Giancaterino Gualtieri |           |         |
| Les données manquantes sont à compléter. |          |                        |           |         |

### Communes limitrophes
Acciano, Collepietro, Molina Aterno, Navelli, Popoli (PE), Vittorito.